# Юнгинген, Конрад фон
Ко́нрад фон Ю́нгинген (нем. Konrad von Jungingen; около 1355, вероятно, Юнгинген — 30 марта 1407, Мариенбург) — 25-й великий магистр Тевтонского ордена с 1393 по 1407 год. Следующим великим магистром стал младший брат Конрада Ульрих фон Юнгинген.

## Биография

Герб великого магистра Конрада фон Юнгингена

Конрад фон Юнгинген родился около 1355 года, вероятно, в Юнгингене, Вюртемберг.
В 1393 году под руководством Конрада в Восточной Пруссии было основано поселение Сенсбург, где Орден ещё в 1348 году возвёл деревянную крепость. В 1397 году по инициативе Конрада началось строительства замка Рагнит.
В январе 1394 года начался новый поход на Литву, в котором принимало участие множество французских и немецких рыцарей, в том числе отряд стрелков из Бургундии. Наступающим войскам удалось разбить Витовта и приступить к осаде Вильны. На восьмой день осады под Вильну прибыл магистр Ливонии Веннемар фон Брюггеноэ. После истощения припасов крестоносцы были вынуждены отступить.
В 1398 году между Тевтонским орденом и Великим княжеством Литовским было заключено Салинское соглашение, по которому Самогития переходила под власть крестоносцев и устанавливался прочный мир между сторонами.
Под руководством Конрада Тевтонский орден в 1398 году на острове Готланд победил зимующих там пиратов. Он приказал разрушить укрепления «ликеделеров» в Ландескроне, крепость в Слите и, предположительно, так называемый «Дворец Лойста». С тех пор Балтийское море было почти освобождено от пиратов, а оставшиеся (среди них Клаус Штёртебекер) были вынуждены бежать в Северное море.
Скончался 30 марта 1407 года в замке Мариенбург, где и был похоронен.
Смерть великого магистра была весьма необычной. Врач прописал Конраду в качестве лечения от желчного камня половое сношение, однако целомудренный рыцарь отказался выполнять предписание, что и свело его в могилу.

## Образ в кино
- «Крестоносцы» / «Krzyzacy» (Польша; 1960) режиссёр Александр Форд, в роли Конрада фон Юнгингена — Януш Страхоцкий.